# Kviddtjärnen (Säfsnäs socken, Dalarna, 665607-143894)
Kviddtjärnen är en sjö i Ludvika kommun i Dalarna och ingår i Norrströms huvudavrinningsområde. Sjön har en area på 0,0781 kvadratkilometer och ligger 276,1 meter över havet.

## Delavrinningsområde
Kviddtjärnen ingår i det delavrinningsområde (665653-143768) som SMHI kallar för Ovan Silksbäcken. Medelhöjden är 297 meter över havet och ytan är 21,02 kvadratkilometer. Det finns inga avrinningsområden uppströms utan avrinningsområdet är högsta punkten. Nordtjärnsälven som avvattnar avrinningsområdet har biflödesordning 4, vilket innebär att vattnet flödar genom totalt 4 vattendrag innan det når havet efter 286 kilometer. Avrinningsområdet består mestadels av skog (76 procent) och sankmarker (15 procent). Avrinningsområdet har 0,38 kvadratkilometer vattenytor vilket ger det en sjöprocent på 1,8 procent.